# Rob Furlong

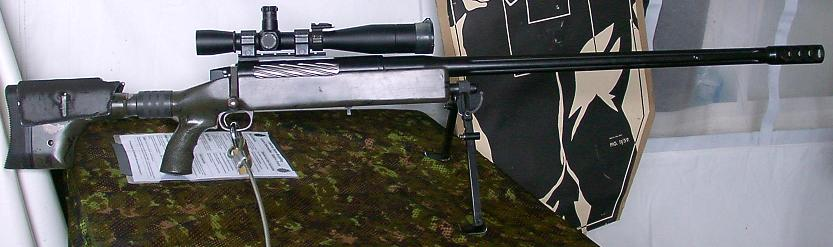
Rob Furlongs McMillan TAC-50 gevär.

Rob Furlong, född 1976, är en kanadensisk korpral som höll rekordet för prickskyttebekämpning på längst bekräftade avstånd någonsin i strid, 2 430 meter, med en .50 cal (12,7 mm) McMillan TAC-50 rifle.[källa behövs] Furlongs skott överskred det tidigare rekordet av Carlos Hathcock från 2001 med 120 meter.